# Heather Couper

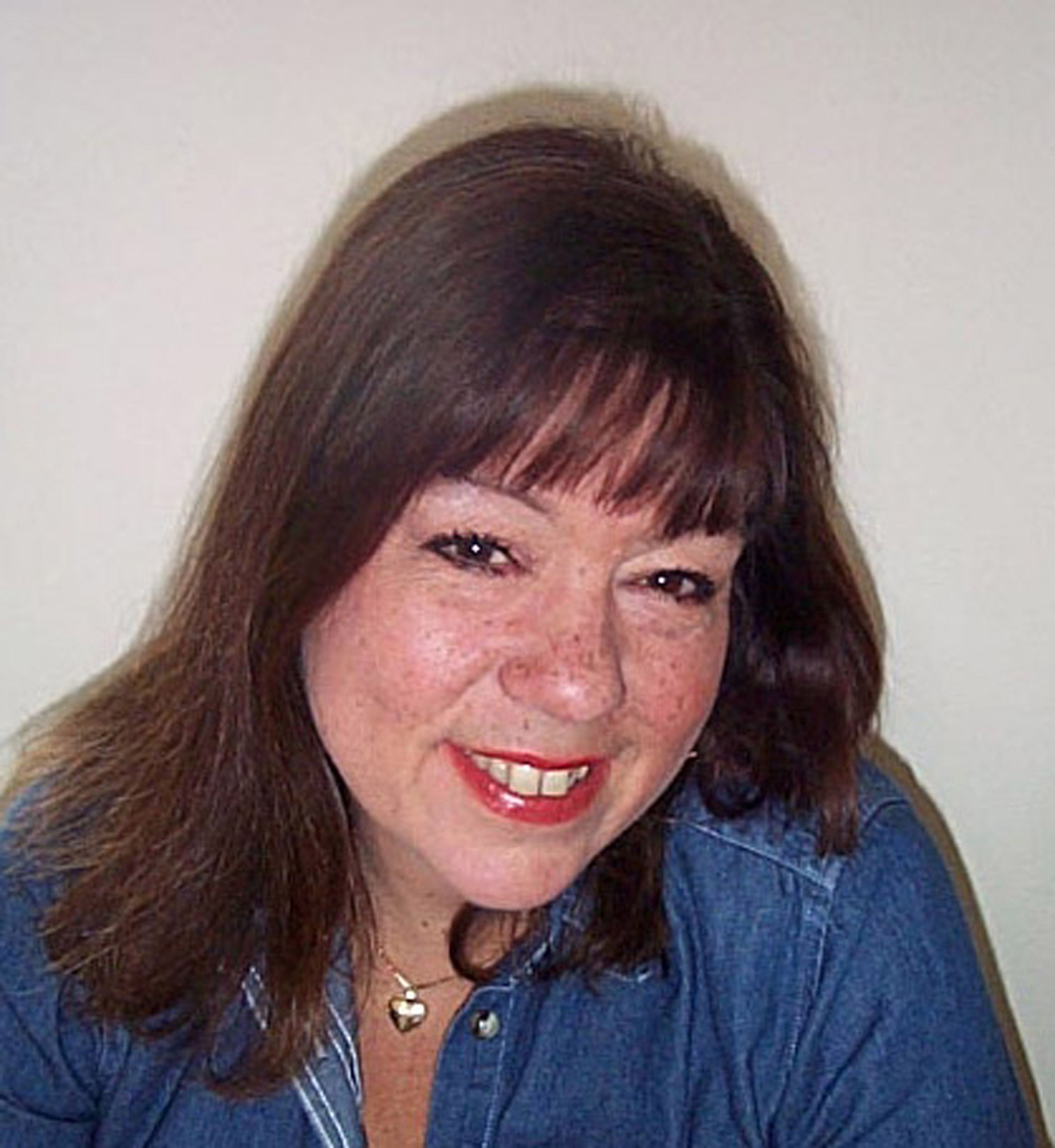
Heather Couper (2018)

Heather Couper (* 2. Juni 1949 in Wallasey, Vereinigtes Königreich; † 19. Februar 2020 in Aylesbury, Vereinigtes Königreich) war eine britische Astronomin, die in der Öffentlichkeit vor allem durch die Präsentation von himmelskundlichen Fernsehserien bekannt wurde. Neben ihrer Forschungsarbeit betreute sie auch Workshops und Sternführungen am Greenwicher Planetarium und publizierte über 30 Fachbücher, einige zusammen mit ihrem irischen Kollegen Nigel Henbest.
Ihre Forschungsgebiete waren vor allem die Planetologie und die Geschichte der Astronomie. Von 1984 bis 1986 war sie Präsidentin der British Astronomical Association. Nach ihr wurde der Planetoid (3922) Heather benannt.